# Hebe parviflora
Hebe parviflora é uma espécie de planta do gênero Hebe.